# Камден (Арканзас)
Камден (англ. Camden) — город и административный центр округа Уошито в Арканзасе в Соединённых Штатах Америки.
В 2000 году население Камдена составляло 13 154 человека, но он потерял 7,4 процента своих жителей (12 183) к 2010 году, а в 2020 году число жителей города составило 10 612.

## История
Задокументированная история началась в 1782 году, когда на месте старого французского торгового поста под названием «Утёс Фабри» (Écore à Fabri), который был основан франкоканадским первопроходцем Луи Жолье и присоединившимся к экспедиции отцом Жаком Маркеттом, был оборудован испанский военный пост, так как в конце 1762 года Франция уступила эти земли Испании.
В 1824 году Джон Нанн (англ. John Nunn) переехал на «Утёс Фабри» и стал одним из первых постоянных поселенцев. Братья Нанн планировали перевозить грузы и пассажиров вверх по реке в Вашингтон, штат Арканзас. Первые пароходы появились здесь в 1820-х годах и обеспечили поселению прямую связь с хлопковыми и коммерческими рынками в Новом Орлеане. Поскольку он находился в начале практической навигации, Экоре-а-Фабри стал коммерческим центром и начал быстро расти и вскоре стал вторым по величине городом в Арканзасе. Это был торговый центр и оживленный речной порт, обслуживаемый частыми регулярными пароходами, перевозящими пассажиров и грузы. Большинство из них курсировало между Кэмденом и Новым Орлеаном. Кэмден также был штаб-квартирой линии дилижансов Джона Т. Чидестера (англ. John T. Chidester's), которая обслуживала Арканзас, Луизиану и Техас.
Когда в 1842 году был образован округ Уошито, европейские поселенцы изменили название на Камден. Город стал важным портом в эпоху пароходов, когда Камден стал известен как «Город королевы» (англ. Queen City) Уошито.
В 1864 году, в ходе Гражданской войны в США, Камден непреднамеренно стал одним из центров Кампании Ред-Ривер.
До того, как эра пароходов сошла на нет, в Камден была проложена железная дорога и город оставался важным пунктом отгрузки хлопка в течение первых десятилетий двадцатого века. Нефтяной бум в Южном Арканзасе в 1920-х годах привел к ещё большему процветанию экономики. Развивалась и лесообрабатывающая промышленность.
Во время Второй мировой войны в Камдене был создан контрактный полигонон для подготовки пилотов начального состава ВВС Армии США. База была заложена в 1942 году и названа Harrell Field. Уже в 1944 году Департамент Военно-воздушных сил США счёл эту базу излишней и передал её ВМС США, которая первое время использовала её довольно вяло, в основном как складские помещения. Корейская война дала существенный толчок развитию военно-морской базы и создала новые рабочие места, со временем город и округ перестроили свои объекты и территорию в обширную промышленную зону. Здесь расположились некоторые крупные оборонные учреждения и множество более мелких предприятий. После распада СССР и окончания Холодной войны финансирование резко сократилось и персонал стали сокращать. Множество горожан потеряли свои хорошо оплачиваемые рабочие места. Возникшая безработица спровоцировала отток население, прежде всего молодёжи и на протяжении XXI века число жителей города уменьшается в геометрической прогрессии.

## География
Город расположен примерно в 100 милях к югу от Литл-Рока на живописных утесах с видом на реку Уошито.
По данным Бюро переписи населения США, город имеет общую площадь 16,5 квадратных миль (43 км2), из которых 16,5 квадратных миль (43 км2) — это суша и 0,1 квадратных мили (0,26 км2) (0,36%) — вода.